# Zaborze
Zaborze is een stadsdeel van de Poolse stad Zabrze. 

## Geschiedenis
Het plaatsje werd voor het eerst vermeld in 1290 als Sabors. In 1829 waren er 345 inwoners. In 1890 was dit al gegroeid tot 16.232 en in 1905 tot 25.966. Datzelfde jaar moest de plaats een klein stuk grondgebied afstaan aan de nieuw gestichte stad Zabrze, die in 1915 de naam Hindenburg kreeg. Op 21 maart 1921 stemden 8.851 stemgerechtigden in het plebisciet van Opper-Silezië voor een verblijf bij Duitsland, terwijl 6.051 mensen voor Polen kozen. In 1925 telde Zaborze 29.208 inwoners. Op 1 januari 1927 werd Zaborze een stadsdeel van Hindenburg. Na de Tweede Wereldoorlog werd Opper-Silezië Pools. 

## Sport
SC Preußen Hindenburg was de succesvolste club van Zaborze en zelfs van de hele stad Hindenburg. De club speelde in de Opper-Silezische competitie en werd zelfs kampioen van Zuidoost-Duitsland. Vanaf 1933 speelde de club in de Gauliga Schlesien, die ze echter niet konden winnen. Na de Tweede Wereldoorlog werd de club ontbonden. 